# Croatia Open Umag 2023
Il Croatia Open Umag 2023, noto anche come Plava Laguna Croatia Open Umag per motivi di sponsorizzazione, è stato un torneo di tennis giocato sulla terra rossa. È stata la 33ª edizione dell'evento e faceva parte della categoria ATP Tour 250 nell'ambito dell'ATP Tour 2023. Si è giocato presso l'International Tennis Center di Umago, in Croazia, dal 24 al 30 luglio 2023.

## Partecipanti

### Teste di serie
| Nazione   | Giocatore               | Ranking* | Testa di serie |
| --------- | ----------------------- | -------- | -------------- |
| Rep. Ceca | Jiří Lehečka            | 33       | 1              |
| Italia    | Lorenzo Sonego          | 42       | 2              |
| Austria   | Sebastian Ofner         | 58       | 3              |
| Spagna    | Roberto Carballés Baena | 60       | 4              |
| Australia | Christopher O'Connell   | 67       | 5              |
| Svizzera  | Stan Wawrinka           | 74       | 6              |
| Italia    | Matteo Arnaldi          | 75       | 7              |
| Spagna    | Albert Ramos Viñolas    | 79       | 8              |

* Ranking al 17 luglio 2023.

### Altri partecipanti
I seguenti giocatori hanno ricevuto una wild card per il tabellone principale:
- Duje Ajduković
- Martín Landaluce
- Dino Prižmić

I seguenti giocatori sono passati dalle qualificazioni:

- Filip Misolic
- Jesper de Jong
- Flavio Cobolli
- Facundo Bagnis

### Ritiri
- Holger Rune → sostituito da  Juan Manuel Cerúndolo

## Partecipanti al doppio

### Teste di serie
| Nazione    | Giocatore        | Nazione   | Giovatore        | Ranking* | Testa di serie |
| ---------- | ---------------- | --------- | ---------------- | -------- | -------------- |
| Italia     | Simone Bolelli   | Italia    | Andrea Vavassori | 85       | 1              |
| Francia    | Sadio Doumbia    | Francia   | Fabien Reboul    | 89       | 2              |
| Portogallo | Francisco Cabral | Brasile   | Rafael Matos     | 96       | 3              |
| Uruguay    | Ariel Behar      | Rep. Ceca | Adam Pavlásek    | 100      | 4              |

* Ranking al 17 luglio 2023.

### Altri partecipanti
Le seguenti coppie hanno ricevuto una wildcard per il tabellone principale:
- Blaž Rola /  Nino Serdarušić
- Zvonimir Babić /  Luka Mikrut

### Ritiri
- Patrik Niklas-Salminen /  Bart Stevens → sostituiti da  Marco Bortolotti /  Sem Verbeek

## Punti e montepremi

### Punti
| Torneo    | V   | F   | SF | QF | 2T | 1T | Q  | Q2 | Q1 |
| Singolare | 250 | 150 | 90 | 45 | 20 | 0  | 12 | 6  | 0  |
| Doppio    | 250 | 150 | 90 | 45 | 0  | –  | –  | –  | –  |

### Montepremi
| Torneo    | V       | F       | SF      | QF      | 2T     | 1T     | Q2     | Q1     |
| Singolare | €85,605 | €49,940 | €29,355 | €17,010 | €9,880 | €6,035 | €3,020 | €1,645 |
| Doppio    | €29,740 | €15,910 | €9,330  | €5,220  | €3,070 | –      | –      | –      |

## Campioni

### Singolare
Alexei Popyrin ha sconfitto in finale  Stan Wawrinka con il punteggio di 6(5)-7, 6-3, 6-4.
• È il secondo titolo in carriera per Popyrin, il primo in stagione.

### Doppio
Blaž Rola /  Nino Serdarušić hanno sconfitto in finale  Simone Bolelli /  Andrea Vavassori con il punteggio di 4-6, 7-6(2), [15-13].